# Aricia separata
Aricia separata är en fjärilsart som beskrevs av Tutt 1912. Aricia separata ingår i släktet Aricia och familjen juvelvingar. Inga underarter finns listade i Catalogue of Life.